# Хаин, Виктор Ефимович
Ви́ктор Ефи́мович Ха́ин (13 [26] февраля 1914, Баку — 24 декабря 2009, Москва) — советский и российский учёный-геолог, историк науки, педагог, академик АН СССР (1987). Лауреат Государственной премии СССР (1987) и Государственной премии РФ.

## Биография
Родился 13 (26) февраля 1914 года в городе Баку.
В 1929 окончил экстерном школу 2-й ступени.
В 1935 окончил геолого-разведочное отделение горного факультета Азербайджанского индустриального института.
Работал геологом геолого-поисковой конторы треста «Азнефтеразведка».
В 1939—1941 работал инженером в геологическом отделе Азербайджанского нефтяного научно-исследовательского института.
В 1940 защитил кандидатскую диссертацию во ВСЕГЕИ (Ленинград) по теме «Фации мезозоя Юго-Восточного Кавказа и история геотектонического развития области в верхнем мезозое».
В 1941—1945 служил в полку Бакинской противовоздушной обороны.
С 1945 начал работать в Институте геологии Академии наук Азербайджанской ССР, где вскоре был назначен заведующим отделом региональной геологии и одновременно преподавал курс геотектоники в Азербайджанском индустриальном институте. Под его руководством издана монография «Геология Азербайджана», Геологическая карта и Тектоническая карты Азербайджана.
В 1947 защитил в Институте геологии АН Азербайджанской ССР докторскую диссертацию по теме «Геологическое строение и история развития нефтеносной области Юго-Восточного Кавказа».
В 1949 получил звание профессора на кафедре геологии нефти и газа и проработал там до 1954 года, опубликовав фундаментальную монографию «Геотектонические основы поисков нефти».
В 1954 переехал в Москву.
В 1954—1962 — заведующий отделом Музея землеведения МГУ.
В 1956 в соавторстве с Владимиром Тихомировым опубликовал книгу «Краткий очерк истории геологии». Труд получил получил широкую известность и в течение ряда лет являлся авторитетным и единственным по полноте и краткости изложения настольным справочником по истории геологических наук.
В 1957—1972 старший научный сотрудник Института геохимии и аналитической химии имени В. И. Вернадского.
Старший научный сотрудник Института литосферы АН СССР (1972—1987), после объединения институтов — главный научный сотрудник Геологического института АН СССР.
С 1961 — профессор кафедры динамической геологии, геологический факультет МГУ.
- Член-корреспондент АН СССР c 01.07.1966 — Отделение наук о Земле (геология, геофизика)
- Академик АН СССР c 23.12.1987 — Отделение геологии, геофизики, геохимии и горных наук (глобальная сейсмология, тектоника)

С коллегами в 1983

В 1973—1993 участвовал в морских экспедициях на научно-исследовательских судах АН СССР и МГУ.
При его научной поддержке была создана Глобальная сеть прогнозирования землетрясений (Global Network for the Forecasting of Earthquakes).
Являлся членом редколлегий журналов «Геотектоника», «Science without Borders. Transactions of the International Academy of Science H & E.», «Природа», «Вестник МГУ. Геология», «Известия Вузов. Геология и разведка» и других. Был главным редактором журнала «Геология».
Последние годы уделял внимание исследованиям цикличности сейсмической и вулканической активности и их связи с другими геологическими и космическими факторами. Был инициатором Коммюнике «Geochange» («Geochange» Communiqué — по глобальным изменениям геологической среды). Его исследования в области глобальных изменений геологической среды позволили с новых позиций взглянуть на процессы климатических изменений и геологической жизни Земли. Этим исследованием посвящены его фундаментальные монографии и статьи.
Скончался 24 декабря 2009 года в Москве, похоронен на Троекуровском кладбище.

## Семья
- Сын — Евгений (1952—2024) — геолог, работал в ГИН РАН[8][9]

## Награды и премии
- 1974 — Орден Трудового Красного Знамени, за заслуги в развитии геологической науки, многолетнюю научную и педагогическую деятельность
- 1984 — Орден Дружбы народов, за заслуги в развитии геологической науки, плодотворную педагогическую деятельность
- 1987 — Государственная премия СССР
- 1992 — Золотая медаль имени А. П. Карпинского
- 1993 — I премия имени М. В. Ломоносова МГУ, за цикл работ «Глобальная тектоника Земли»
- 1995 — Государственная премия Российской Федерации, за цикл работ «Эволюция осадочной оболочки Земли (палеогеография, литология, геохимия, тектоника)»
- 1998 — Заслуженный работник Министерства топлива и энергетики РФ
- 1998 — Серебряная медаль имени П. Л. Капицы РАЕН
- 2002 — Премия имени А. Д. Архангельского, за монографию «Тектоника континентов и океанов».
- 2004 — Премия имени И. М. Губкина, за серию работ «Создание эволюционно-геодинамической концепции флюидодинамической модели нефтеобразования и классификации нефтегазоносных бассейнов на геодинамической основе».
- 2010 (посмертно) — Орден Почёта, за достигнутые трудовые успехи и многолетнюю плодотворную работу[10]
- Золотая медаль имени П. Фурмарье (Бельния)
- Медаль Штейнмана (Германия)
- Медаль Прествича (Франция)
- «Золотая медаль» и диплом I степени «Всемирной организация по научному сотрудничеству»
- «Золотой знак» лауреата «премии Павлова» Международной Академии Наук «Здоровье и экология».

## Членство в организациях
- 1943 — ВКП(б) / КПСС
- 1947 — Московское общество испытателей природы (МОИП)
- 1966 — Академия наук СССР / Российская академия наук
- 1984 — Международная комиссия по истории геологических наук (INHIGEO)
- Европейская Академия
- Нью-Йоркская академия наук
- Геологическое общество Франции
- Лондонское геологическое общество
- Болгарское геологическое общество
- Геологическое общество Америки
- Американский геофизический союз
- Американская ассоциация геологов-нефтяников
- 2009 — почётный президент Всемирной организации по научному сотрудничеству (WOSCO)
- почётный доктор, Университет имени Пьера и Марии Кюри
- почётный профессор кафедры динамической геологии, Геологический факультет МГУ.

## Память
В честь В. Е. Хаина были названы отдельные виды ископаемых моллюсков и фораминифер.

## Научные труды
Основные публикации:
- Тихомиров В. В. и Хаин. В. Е. Краткий очерк истории геологии. — Москва: Госгеолтехиздат, 1956. — 260 с.